# Eugene Burton Ely

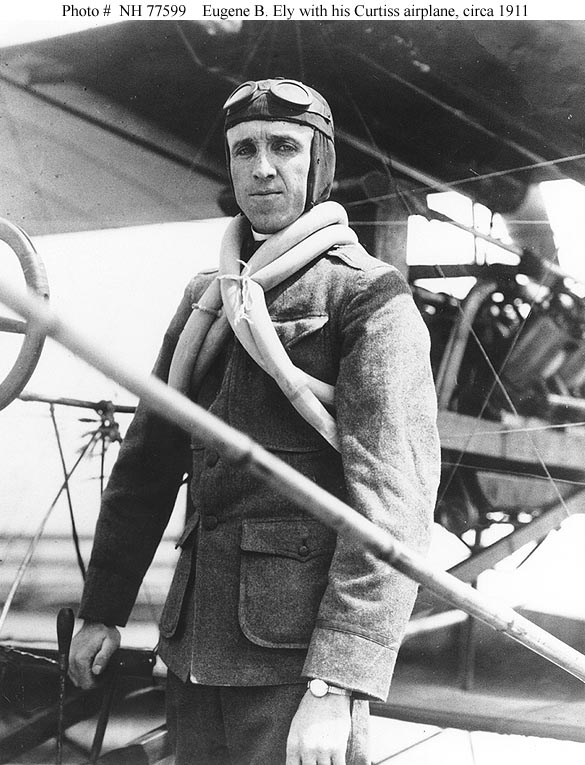
Eugene Ely

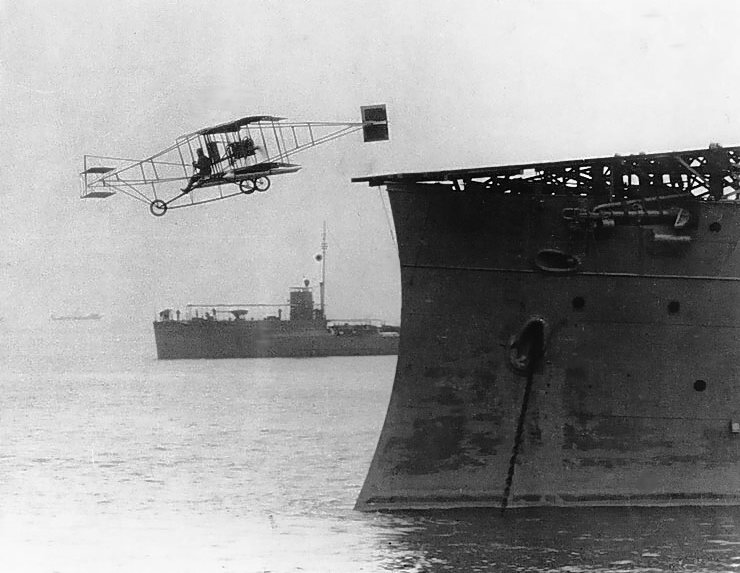
Start von USS Birmingham

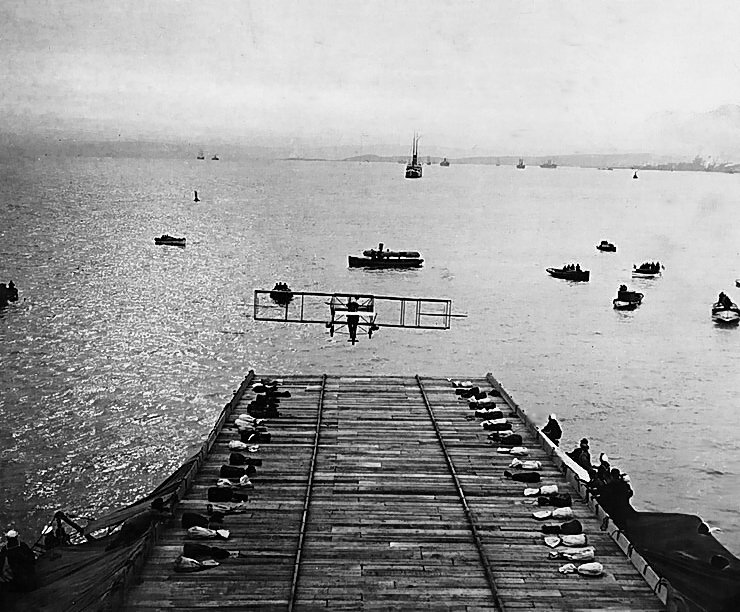
Landung auf USS Pennsylvania

Eugene Burton Ely (* 21. Oktober 1886 in Davenport oder York Township, Iowa; † 19. Oktober 1911 in Macon, Georgia) war ein amerikanischer Flugpionier, dem der erste Abflug von und die erste Landung auf einem provisorischen Flugzeugträger zugeschrieben wird.

## Leben
Über seinen Geburtsort gibt es widersprüchliche Angaben. Neben erstgenannten wird in einigen Quellen auch Williamsburg, Iowa genannt. Bekannt ist jedoch, dass Ely in der Nähe von Davenport, Iowa, aufwuchs. Er besuchte die Iowa State University, die er 1904 mit Abschluss verließ. Danach zog er nach San Francisco, Kalifornien, wo er sich dem Motorsport widmete, der zu jener Zeit noch in den Kinderschuhen steckte. Er zog 1910 nach Portland in Oregon. Hier fand er eine Anstellung als Vertreter bei E. Henry Wemme (1861–1914), einem erfolgreichen Geschäftsmann. Kurz darauf schaffte sich Wemme, der in der Frühzeit des Automobils und des Flugzeugs in diesen Geschäftsfeldern als Investor in Erscheinung trat, einen der ersten vierzylindrigen Curtiss D-Doppeldecker des Luftfahrtpioniers Glenn Curtiss an und erlangte das Alleinverkaufsrecht für den pazifischen Nordwesten.
Da Wemme selbst nicht fliegen konnte, bot ihm Ely seine Dienste an, da er glaubte, Fliegen sei so einfach wie Autofahren. Bei einem ersten Flugversuch stürzte Ely ab. Er erwarb das Wrack von Wemme, weil er sich für den Verlust des Flugzeugs verantwortlich fühlte. Innerhalb weniger Monate hatte er das Flugzeug repariert und erlernte das Fliegen. Er flog zunächst insbesondere in der Gegend um Portland. Im kanadischen Winnipeg nahm er an einer Flugschau teil, bevor er dann im Juni 1910 nach Minneapolis, Minnesota, zog, um in die Dienste von Glenn Curtiss zu treten.
Im Oktober 1910 trafen Ely und Curtiss auf den Navy-Offizier Washington Chambers (1856–1934), der zu jener Zeit als Beauftragter für die Entwicklung der Marinefliegerei tätig war. Bei diesem Treffen wurden zwei Flugversuche vereinbart. Beim ersten Versuch am 14. November 1910 hob Ely von einer Plattform ab, die auf dem Leichten Kreuzer USS Birmingham errichtet worden war. Zwei Monate später, am 18. Januar 1911, landete Ely sein Flugzeug auf einer Plattform auf dem Panzerkreuzer USS Pennsylvania, der in San Francisco vor Anker lag. Hierbei kam zum ersten Mal das von Hugh Armstrong Robinson (1881–1963) entwickelte und auch heute noch gebräuchliche Fanghaken-System zum Einsatz.

## Tod
Am 19. Oktober 1911 kam Ely bei einem Absturz während einer Flugschau in Macon, Georgia, ums Leben. Sein Leichnam wurde zur Beerdigung nach Williamsburg, Iowa, überführt.
1933 wurde ihm von Präsident Franklin D. Roosevelt postum das Distinguished Flying Cross als Würdigung seiner Leistungen für die Marinefliegerei verliehen.